# WAC-Platz

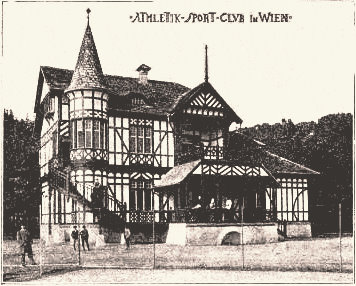
WAC-Clubhaus um 1900

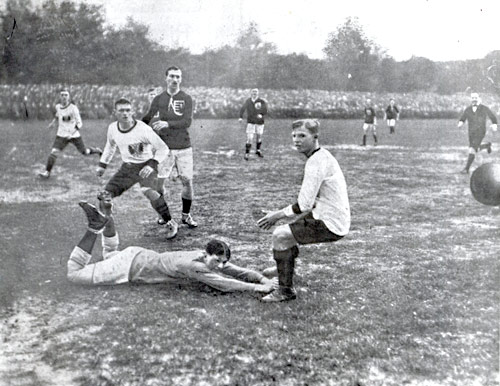
Österreich – Ungarn im April 1913

Der WAC-Platz ist das Stadion des 1896 gegründeten Wiener Athletiksport Clubs (WAC). Er befindet sich neben der Jesuitenwiese im Wiener Prater und gilt als der älteste noch in seiner Urform existierende Fußballplatz Österreichs, wenngleich die einstigen Tribünen heutzutage überwuchert sind.
In seiner Frühzeit war er Teil der damals als größten Sportplatz des Kontinents beschriebenen Anlage des Vereins. Anfang des 20. Jahrhunderts gewann der WAC dort die bedeutendsten österreichischen Vereinstitel jener Zeit und zuletzt den Pokal von 1959. 1902 war er der Platz des ersten Länderspiels der österreichischen Fußballnationalmannschaft, die dort 1919 mit 25.000 Zusehern einen Rekordbesuch für Fußballspiele in Österreich aufstellte und bis 1920 sechzehn Länderspiele austrug. Von 1912 bis 1920 war es das größte Stadion Österreichs und im Verlauf seiner Geschichte fanden dort weitere bedeutende Veranstaltungen wie Leichtathletikländerkämpfe statt.

## Geschichte
Bereits 1899 wird das Spielfeld der 1896 gegründeten Athletiksportler, die im Jahr darauf eine Fußballsektion eröffneten, als Teil des „größten Sportplatz des Continents“ beschrieben. Zur Pratersportplatz genannten Anlage gehörten neben dem Fußballspielplatz unter anderem acht Rasen-Tennisplätze, Laufbahn und eine Radfahrbahn. Daneben bestand ein Clubhaus, das entsprechend den seinerzeitigen Anforderungen der Umgebung mit Fachwerkwänden in villenartigem Charakter erstellt werden musste.
Auf dem Fußballplatz erreichte der WAC die großen Erfolge seine Frühzeit wie die Siege im Tagblatt-Pokal von 1900 bis 1902, Meisterschaften der ÖFU-Liga von 1901 bis 1903 und ebenso drei Erfolge im Challenge-Cup 1901 bis 1904. 1915 kam noch die in nur neun Spieltagen ausgetragene „Kriegsmeisterschaft“ von 1915 hinzu.
Am Sonntag, den 12. Oktober 1902, um 15:00 Uhr wurde hier vor 500 Zusehern, was damals als außerordentlich guter Besuch galt, vom englischen Schiedsrichter Roland Shires mit einem Match gegen Ungarn die österreichische Länderspielgeschichte angepfiffen. Beim Städtespiel zwischen Wien und Budapest, dem später die Anerkennung als Länderspiel gegeben wurde, erzielte Josef Taurer vom WAC in der fünften Minute das erste Tor für Österreich, das mit 5:0 gewann. Nur drei Monate zuvor, am 20. Juli fand in Montevideo das erste Länderspiel außerhalb der Britischen Inseln statt, als dort Argentinien die heimischen Uruguayer mit 6:0 besiegte.
Am 8. September 1911 gewann hier der SK Rapid Wien in seinem ersten Ligaspiel um die erstmals ausgetragene österreichische Meisterschaft gegen den Wiener Amateur SV, dem heutigen FK Austria Wien – der sich den WAC-Platz bis zur Fertigstellung seines ersten eigenen Stadions, dem Ober St. Veiter Stadion im Mai 1914, zur Heimat machte – mit 4:1. Dies war zugleich auch die erste Partie des heutigen Wiener Derbys.
1912 wurde der Platz zum Stadion mit Laufbahn ausgebaut und die Böschung als Stehplatztribüne aufgeschüttet, die später mit Betonstufen ergänzt wurde. Auf der Gegengeraden entstand 1924 eine Betontribüne. Das Fassungsvermögen betrug bis zu 25.000 Zuseher.
Für die österreichische Nationalmannschaft sollte der WAC-Platz bis 1920 quasi als Nationalstadion dienen, wenngleich einige Partien auch auf dem WAF-Platz, der Hohen Warte, dem Cricketplatz in der Vorgartenstraße und dem Rudolfsheimer Platz von Rapid stattfanden. Insgesamt fanden hier 16 Länderspiele statt, und außer dem Hauptrivalen Ungarn hieß der Gegner auch jeweils einmal Italien und Schweiz. Die in jener Zeit erreichte Zuschauerzahlen stellten oft eine neue Rekordmarke für den österreichischen Fußball dar.
Ab 1920 gab es bessere Arenen für die Nationalmannschaft, wie den heute als Simmeringer Had bekannten Sportplatz, der 1920 vom 1. Simmeringer SC zu Anbeginn von dessen Glanzzeit zu einem Stadion mit einer Kapazität von 50.000 Zusehern ausgebaut wurde. Beim Einstand der Had kamen 30.000 um Deutschland zu sehen, im Jahr darauf zogen die Ungarn 45.000 an. Es folgte die große Zeit der Hohen Warte, die bis 1921 zum größten und modernsten Fußballstadion Kontinentaleuropas ausgebaut wurde und im April 1923 bei einem torlos ausgegangenen Länderkampf gegen Italien gar bis zu 85.000 Leute aufgenommen haben soll. Seit 1931 ist das heute als Ernst-Happel-Stadion bekannte Praterstadion, unweit des WAC-Platzes gelegen, das traditionelle Heimstadion der österreichischen Auswahl und auch der Spitzenvereine Wiens an Großkampftagen.
Die Fußballer der Wiener Athletiksportler kämpften sich auf ihrem Platz ab 1928 noch fünf Mal in das Finale des ÖFB-Cups, den sie in den Jahren 1931 und 1959 auch gewannen. 1931 gelang zudem der Einzug ins Finale des seinerzeit bedeutenden Mitropa-Cups und 1943 eine Vizemeisterschaft. Die Fußballmannschaft stieg 1965 aus der ersten Liga ab und entschwand nach einer zeitweiligen Spielgemeinschaft mit der Austria 1977 in der Geschichte, wenngleich in späteren Jahren noch einmal eine Reaktivierung der Fußballsektion versucht wurde. Die Austria verwendete den Platz noch jahrelang als Trainingsgelände.
Großen Erfolg hatten auf dem WAC-Platz auch die Hockeyspieler des WAC, die hier ab 1919 einen Großteil ihrer 19 Landesmeisterschaften gewannen. Pflichtspiele der ersten Hockeymannschaft können hier mittlerweile nicht mehr stattfinden, da dieser Tage Kunstrasen vorgeschrieben ist. Bis vielleicht in die 1930er Jahre hinein fanden auf dem Platz weitere Großveranstaltungen wie Leichtathletikländerkämpfe statt.
Mitte der 1970er Jahre wurde die Gegentribüne abgerissen, die alte Stehplatztribüne besteht im überwucherten Zustand noch heute. Auf dem immer noch gut gepflegten Rasen tummeln sich dieser Tage vornehmlich unterklassige Hockeymannschaften und Hobbyfußballer.

## Länderspiele der österreichischen Fußballnationalmannschaft auf dem WAC-Platz
| Datum      | Zuschauer | Gegner  | Ergebnis |
| ---------- | --------- | ------- | -------- |
| 12.10.1902 | 500       | Ungarn  | 5:0      |
| 11.10.1903 | 600       | Ungarn  | 4:2      |
| 27.04.1913 | 16.000    | Ungarn  | 1:4      |
| 15.06.1913 | 10.000    | Italien | 2:0      |
| 03.05.1914 | 22.000    | Ungarn  | 2:0      |
| 08.11.1914 | 6.000     | Ungarn  | 1:2      |
| 30.05.1915 | 8.000     | Ungarn  | 1:2      |
| 03.10.1915 | 1.200     | Ungarn  | 4:2      |
| 06.05.1917 | 6.000     | Ungarn  | 1:1      |
| 15.07.1917 | 14.000    | Ungarn  | 1:4      |
| 04.11.1917 | 12.000    | Ungarn  | 1:2      |
| 09.05.1918 | 15.000    | Schweiz | 5:1      |
| 02.06.1918 | 25.000    | Ungarn  | 0:2      |
| 06.10.1918 | 15.000    | Ungarn  | 0:3      |
| 05.10.1919 | 25.000    | Ungarn  | 2:0      |
| 02.05.1920 | 20.000    | Ungarn  | 2:2      |